# Boris Jakowlewitsch Basarow
Boris Jakowlewitsch Basarow, russisch Борис Яковлевич Базаров, geboren als Boris Jakowlewitsch Schpak (* 27. Mai 1893 in Kelmė, Gouvernement Kowno; † 21. Februar 1939 in Moskau) war ein sowjetischer Geheimdienstoffizier, der als oberster Resident von 1935 bis 1937 in New York tätig war.
Basarow wurde als Boris Jakowlewitsch Schpak 1893 im Bezirk Kaunas in Litauen geboren, das damals im westlichen Teil des Russischen Reiches lag. Er sprach Deutsch, Bulgarisch, Französisch und Kroatisch. Basarow arbeitete ab 1921 für die Gossudarstwennoje polititscheskoje uprawlenije (OGPU) und war in geheimer Mission bis 1924 in Bulgarien und Jugoslawien unterwegs. Noch vor 1927 arbeitete er auch in der russischen Vertretung in Wien.
Ab 1927 war er verantwortlicher Leiter der Balkan-Aktivitäten der OGPU. 1928 trat er aus gesundheitlichen Gründen davon zurück, wurde aber noch im selben Jahr von der OGPU nach Berlin geschickt, wo er stellvertretend für die Botschaft illegale Gruppen steuerte.
1935–1938 arbeitete er für die Leitung der russischen Gesandtschaft in den Vereinigten Staaten.
Basarow wurde im Zuge der „Großen Säuberung“ 1939 vermutlich erschossen. Postum wurde er 1956 rehabilitiert.